# Protéase NS2/3
La protéase NS2/3 est une protéine non structurelle du virus de l'hépatite C. Il s'agit d'une protéase constituée d'un polypeptide dont la fonction est une autocatalyse en peptides NS2 et NS3. Elle fonctionnerait comme une cystéine protéase ou une métalloprotéase. Son rôle dans le cycle de réplication du virus n'est pas totalement compris.

## Référence
Sarah Welbourn, Arnim Pause, « Chapter 5: HCV NS2/3 Protease » (lire en ligne), Seng-Lai Tan, Hepatitis C Viruses: Genomes and Molecular Biology, 2006,  (ISBN 978-1-904933-20-5) (lire en ligne)